# Look Back (манґа)
Look Back (яп. ルックバック, Rukku Bakku, укр. Озирнись) — японський ван-шот, написаний і проілюстрований Тацукі Фудзімото. Його було опубліковано на веб-сайті Shonen Jump+ у липні 2021 року, та надруковано у вересні того ж року. У червні 2024 року в Японії відбулася прем'єра адаптації у вигляді аніме-фільму, створеної студією Durian.

## Сюжет
Аюму Фуджіно (яп. 藤野 歩, Fujino Ayumu) — учениця початкової школи з талантом малювати манґу, яку публікує у шкільній газеті. Після того, як її похвалили за виняткові здібності, їй кидає виклик інша учениця на ім'я Кьомото (яп. 京本 Kyōmoto), яка починає публікувати власну манґу поряд з манґою Фуджіно, але демонструє, що вона є кращою художницею. Розлючена цим, Фуджіно з головою поринає у вдосконалення своїх художніх навичок, що призводить до того, що вона відштовхує від себе друзів і сім'ю, оскільки одержима бажанням здолати Кьомото. Незважаючи на вдосконалення, Фуджіно не може досягти стандартів Кьомото і кидає малювання. Коли її клас переходить до середньої школи, Фуджіно доручають доставити диплом Кьомото, оскільки вона страждає на агорафобію і ніколи не виходила з дому. Фуджіно заходить до будинку Кьомото і знаходить стоси альбомів для малювання. Знайшовши клаптик паперу, вона малює йонкому, що насміхається з Кьомото, але він випадково потрапляє до кімнати Кьомото, попереджаючи її про присутність Фуджіно. Кьомото виходить зі своєї кімнати, щоб зустрітися з Фуджіно, та признається, що є її великою прихильницею, що стежила за її манґою в шкільній газеті протягом тривалого часу. Надзвичайно задоволена тим, що Кьомото захоплено обожнює її, Фуджіно заявляє, що планує подавати манґу на конкурси, і знову береться за малювання.
Зрештою вони об'єдналися, щоб створити манґу, публікуючи кілька ван-шотів, які отримали високу оцінку. Під час підліткового віку Фуджіно кажуть, що манґа буде серіалізована, але Кьомото вирішує не приєднуватися до неї, оскільки вона хоче отримати формальну освіту з мистецтва. Фуджіно продовжує працювати без неї, працюючи над своєю манґою Shark Kick, яка стає достатньо популярною, щоб отримати аніме-адаптацію.
Одного разу Фуджіно отримує новину про масове вбивство в художньому коледжі та дізнається, що Кьомото була однією з жертв. Охоплена відчуттям провини через можливість того, що вона опосередковано привела Кьомото до її смерті, надихнувши її на кар'єру мистецтва, Фуджіно повертається до будинку Кьомото та розриває йонкому, яку вона намалювала багато років тому. Уривок потрапляє в кімнату Кьомото, і, здається, час подорожує до фатального дня, коли вони зустрічаються. Кьомото надто стривожена брухтом, щоб вийти зі своєї кімнати, заважаючи їй зустрітися з Фуджіно. Незважаючи на це, вона все ще має щирий інтерес до мистецької кар'єри та все одно відвідує коледж. Її мало не вбиває маніяк, але її рятує Фуджіно, яка затримує потенційного вбивцю. Вони наздоганяють одна одну, та Фуджіно завантажують у машину швидкої допомоги через поранення. Вона пропонує створити манґу разом з Кьомото.
Повернувшись додому, Кьомото малює йонкому, на якій Фуджіно рятує її від убивці. Порив вітру здуває манґу з її кімнати, і вона потрапляє в поле зору Фуджіно, яка повертається до звичайної часової лінії. Шокована манґою, Фуджіно заходить до кімнати Кьомото, знаходить відчинене вікно і кілька примірників Shark Kick, що свідчить про те, що, незважаючи на їхню сварку, Кьомото ніколи не припиняла захоплюватися нею.
Досі зневірившись у своєму життєвому виборі, Фуджіно засуджує малювання, лише щоб згадати всі випадки, коли її манґа робила Кьомото щасливою. Фуджіно повертається до роботи та продовжує малювати манґу, приклеївши йонкому Кьомото над своїм робочим місцем.

## Медіа

### Манґа
143-сторінкова веб-манґа Look Back, написана та проілюстрована Тацукі Фудзімото, була опублікована на онлайн-платформі Shonen Jump+ Shueisha 19 липня 2021 року. Розділ був зібраний Shueisha в одному томі, випущеному 3 вересня 2021 року.
Розділ був опублікований онлайн англійською мовою Viz Media та платформою Shueisha Manga Plus. У лютому 2022 року Viz Media оголосили, що вони ліцензували манґу, і том був опублікований англійською мовою 20 вересня 2022 року.
2 серпня 2021 року було оголошено, що сцену, де зображено чоловіка з параноїдальним епізодом, який заходить до художньої школи з сокирою, було змінено після публікації через масові скарги. Деякі читачі вказали на схожість між цією сценою та підпалом Kyoto Animation 2019 року. Також були побоювання, що зображення хворого на шизофренію в ролі масового вбивці може стигматизувати психічне захворювання.

### Аніме-фільм
У лютому 2024 року було анонсовано аніме-адаптацію ван-шоту. Виробництвом займається студія Durian, а режисером став Кійотака Осіяма, який також відповідає за сценарій та дизайн персонажів. Прем'єра в японських кінотеатрах запланована на 28 червня 2024 року. Музику до фільму написав Харука Накамура, а головну пісню «Light Song» написана Накамурою і виконана Урарою.
Фільм був показаний на французькому Міжнародному фестивалі анімаційних фільмів в Ансі, який відбудеться з 9 по 15 червня 2024 року, у позаконкурсній категорії «Annecy Presents», створеній для демонстрації глядачам різноманітних міжнародних анімаційних фільмів.
У США Japan Society показало фільм 14 липня 2024 року японською мовою з англійськими субтитрами в рамках заходу «Japan Cuts: Festival of New Japanese Cinema» у Нью-Йорку. Фільм вийшов у світовий прокат на Amazon Prime Video 7 листопада 2024 року (8 листопада в Азії через різницю в часових поясах).

## Сприйняття

### Манґа
Манґа Look Back отримала визнання в Японії. Його прочитали 2,5 мільйона користувачів в перший день публікації, а за перші два дні — понад 4 мільйони.
Танкобон розійшовся тиражом у 73 912 копій за перший тиждень випуску та 80 186 копій за другий, що поставило його відповідно на четверте та третє місце в тижневому чарті манґи Oricon.
Look Back очолив список найкращих манґ для чоловіків 2022 року Kono Manga ga Sugoi від Takarajimasha. Манґа посіла 29 місце у списку «Книга року» 2022 журналу Da Vinci. Вона отримала спеціальний приз Twitter Japan's Trend Awards 2021. Манґа посіла перше місце в рейтингу «The Best Manga 2022 Kono Manga wo Yome!» журналу Freestyle. Вона також була номінована на 15-й конкурс Manga Taishō у 2022 році та посіла друге місце з 68 балами. Вона отримала нагороду E-book Manga Award від Rakuten Kobo у номінації «One Complete Volume! One-Shot Manga» у 2023 році. Манґа була номінована на премію Айснера 2023 року в категорії «Найкраще видання міжнародного матеріалу в США — Азія».
Сценарист і редактор Кадзуші Шімада поставив її на перше місце у своєму списку топ-10 манґи 2021 року Шина Макнейл із Sequential Tart поставила твору 7 із 10. Макнейл порівняла цю історію з Людиною-бензопилою Фудзімото, заявивши, що, хоча Look Back — це не історія про кров і насильство, вона має той самий тип оповідання, який «бере не надто симпатичного персонажа і змушує нас полюбити його, ставлячи під сумнів його точку зору і змушуючи його розвиватися». Макнейл також високо оцінила стиль малюнку, відзначивши «гарний реалізм» і візуальний ритм. Даніка Девідсон з Otaku USA похвалила манґу за її історію та назвала художній твір «дуже вражаючим», зазначивши, як художній стиль змінюється протягом манґи, та є «іноді неймовірно деталізованим». Девідсон підсумувала: «Look Back — меланхолійний, гірко-солодкий і унікальний твір, а також чудова можливість для Фудзімото продемонструвати свої навички».

## Рекомендована література
- MrAJCosplay/Cartoon Cipher (18 червня 2022). Look Back GN - Review. Anime News Network.
- A Poignant Look Back From Tatsuki Fujimoto. Viz Media. 19 вересня 2022.